# Manonichthys polynemus
Manonichthys polynemus is een straalvinnige vissensoort uit de familie van de dwergzeebaarzen (Pseudochromidae). De wetenschappelijke naam van de soort is voor het eerst geldig gepubliceerd in 1931 door Fowler.